# ウィンストン・チョイ
ウィンストン・チョイ（Winston Choi, 1977年9月25日 - ）はカナダのピアニスト。トロント王立音楽院、インディアナ大学、ノースウェスタン大学で学び、ノースウェスタン大学でアーシュラ・オッペンス門下生として博士課程に在籍しその後博士号を取得した。

## 略歴
ペンデレツキ国際現代音楽演奏コンクール第一位、オルレアン国際ピアノコンクール第一位、エスター・ホーンズ・カルガリー国際ピアノコンクール第二位など、受賞歴多数。レパートリーはほぼ全時代に渡る。彼が最も得意とするのは20世紀後半以降の現代音楽であり、ジャック・ルノとエリオット・カーターの演奏水準の驚異的な高さで世界中にその名が知られた。グレン・グールド、マルク・アンドレ・アムランに続く三人目のカナダ発の鬼才として将来が最も嘱望されている。結婚相手のヴァイオリニスト Minghuan Xu とデュオ・ジオラマを結成し、室内楽活動にも食指を動かしている。 
体格を生かした重低音の迫力とスピード感を生かした健康的な演奏が特徴である。この若さで既に録音活動に積極的で、既に L'EMPREINTE DIGITALE からエリオット・カーターのピアノ作品全集、Frame より1980年代ピアノ名作集、intrada よりジャック・ルノのピアノ作品が発売された。
現在はルーズベルト大学のテニュアである。